# Larry LaLonde
Reid Lawrence LaLonde, noto come Larry LaLonde, o Ler (Richmond, 12 settembre 1968), è un chitarrista statunitense.
È noto per essere il chitarrista dei Primus e dei  Possessed. P

## Biografia

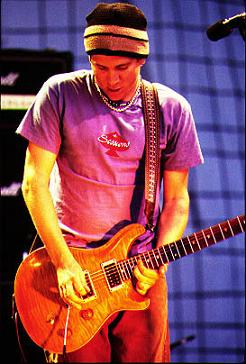
LaLonde nel 2008

Inizia a suonare ispirandosi a Frank Zappa, Jerry Garcia, Jimi Hendrix, Metallica, Slayer. Forma il gruppo speed metal Blizzard, che abbandona qualche anno dopo per unirsi alla formazione death metal dei Possessed, con cui pubblica tre album tra il 1985 e il 1987. Successivamente si unisce alla band thrash metal Blind Illusion, con cui pubblica un unico album, The Sane Asylum nel 1988. Dopo lo scioglimento di questo gruppo, in cui conosce il bassista Les Claypool, viene da questi invitato a rimpiazzare l'ex chitarrista Todd Huth nella band funk metal Primus.
Dal 2000 al 2002 partecipa al progetto parallelo No Forcefield con l'ex batterista dei Primus Bryan Mantia, pubblicando due album. Negli ultimi anni ha partecipato al tour mondiale per l'album solista del cantante dei System of a Down, Serj Tankian.

## Discografia
Con i Primus
Con i Possessed
- 1985 - Seven Churches
- 1986 - Beyond the Gates
- 1987 - The Eyes of Horror

Con i Blind Illusion
- 1988 - The Sane Asylum

Con i No Forcefield
- 2000 - Lee's Oriental Message
- 2001 - God Is An Excuse